# Ziemiomorze
Ziemiomorze (Earthsea) –  cykl fantasy stworzony przez Ursulę K. Le Guin, składający się  pięciu powieści i kilku opowiadań, którego akcja dzieje się w fikcyjnym świecie o tej samej nazwie. Pierwszym utworem z cyklu było opowiadanie Magiczne słowo, wydane w 1964, ale sławę zyskała dopiero powieść Czarnoksiężnik z Archipelagu.

## Utwory

### Powieści
- Czarnoksiężnik z Archipelagu – 1983 (A Wizard of Earthsea, 1968)
- Grobowce Atuanu – 1990 (The Tombs of Atuan, 1971)
- Najdalszy brzeg – 1991 (The Farthest Shore, 1972)
- Tehanu – 1991 (Tehanu. The Last Book of Earthsea, 1990)
- Inny wiatr – 2003 (The Other Wind, 2001)

### Opowiadania
- Magiczne słowo(inne języki) (1980) lub Słowo Uwolnienia (2024) – (The Word of Unbinding, 1964) – wyd. m.in. w zbiorze Wszystkie strony świata (1980) oraz Ziemiomorze. Wydanie rozszerzone ilustrowane (2024)[1]
- Prawo imion(inne języki) (1980) lub Reguła Nazwisk (1984), a także jako Zasada Imion (2024) – (The Rule of Names, 1964) – wyd. m.in. w zbiorze Wszystkie strony świata (1980), w miesięczniku Fantastyka (nr 9/1984) oraz w zbiorze Ziemiomorze. Wydanie rozszerzone ilustrowane (2024)[1]
- Opowieści z Ziemiomorza – 2002 (Tales of Earthsea, 2001):
  - Ważka (Dragonfly, 1997; wydane także w antologii Legendy, 1999)
  - Diament i Czarna Róża (Darkrose and Diamond, 1999)
  - Szukacz (Finder, 2001)
  - Kości ziemi (Bones of Earth, 2001)
  - Historia z Górskich Moczarów (On High March, 2001)
    - Pozycja Opowieści z Ziemiomorza w oryginale zawierała również około 30 stron fikcyjnych materiałów źródłowych zatytułowanych Opisanie Ziemiomorza. Jego mieszkańcy i języki (A Description of Earthsea, 2001)[2]. W Polsce zostały wydane na łamach czasopisma Nowa Fantastyka w 2019 roku wraz z opowiadaniem Blask ognia[3] oraz w 2024 roku w zbiorze Ziemiomorze. Wydanie rozszerzone ilustrowane o nowym tytule skróconym do Opisanie Ziemiomorza[1]
- Córka Odrenu – 2017 (Dauther of Odren, 2014)[4] – wydane w czasopiśmie Nowa Fantastyka, nr 415 (04/2017)[5] oraz w zbiorze Ziemiomorze. Wydanie rozszerzone ilustrowane (2024)[1]
- Blask ognia (2019) lub Ogień na kominku (2024) – (Firelight, 2018) – wydane w czasopiśmie Nowa Fantastyka, nr 444 (09/2019)[3] oraz w zbiorze Ziemiomorze. Wydanie rozszerzone ilustrowane (2024)[1]

### Chronologia
Wewnętrzna chronologia cyklu jest inna niż kolejność wydawania:
1. Szukacz
2. Diament i Czarna Róża
3. Kości ziemi
4. Czarnoksiężnik z Archipelagu
5. Grobowce Atuanu
6. Historia z Górskich Moczarów
7. Najdalszy brzeg
8. Tehanu (początek dzieje się w trakcie Najdalszego brzegu)
9. Ważka
10. Córka Odrenu
11. Inny wiatr
12. Blask ognia

Opowiadania Magiczne słowo i Prawo imion nie tworzą spójnej ciągłości z późniejszymi utworami.

## Świat przedstawiony
Ziemiomorze jest wielkim skupiskiem wysp zróżnicowanej wielkości i pochodzenia, otoczonych oceanem, zwanym Morzem Otwartym. W centrum znajduje się Archipelag, gdzie wyspy są najgęściej rozmieszczone, a wokół niego rozciągają się Rubieże. Daleko na zachód znajduje się kraina smoków, Inny Wiatr, na wschodzie znajduje się z kolei Sucha Kraina, gdzie uwięzione są duchy zmarłych. Początkowo kraina zmarłych była częścią domeny smoków, lecz ludzie ją im ukradli i odgrodzili murem.

### Gont
Wyspa Gont znajdowała się w północno-wschodniej części Archipelagu. Pochodziło z niej wielu czarnoksiężników m.in. Ogion, oraz Krogulec. Na wyspie znajdowała się między innymi wioska Dziesięć Olch oraz wielki Port Gontu. Nad wyspą wznosiła się góra, również nazywana Gontem, wysoka na milę.

### Roke
Na wyspie znajdowało się miasteczko Thwil, a w nim Wielki Dom szkoły magii, dla której ważnymi miejscami były Pagórek Roke i Wewnętrzny Las w którym mieszkał Mistrz Wzorów oraz wieża Mistrza Imion - Kurremkarmerruka.
Szkole na Roke przewodziło, oprócz Arcymaga, dziewięciu Mistrzów Magii: Mistrz Wzorów (Tkacz), Mistrz Przywołań, Mistrz Imion (Dawca Imion), Mistrz Przemian, Mistrz Sztuk, Mistrz Pieśni, Mistrz Zielarz, Mistrz Odźwierny, Mistrz Wiatrów.

### Atuan
Wyspa Kargadu skąd pochodzi Tenar. Rozgrywa się tam akcja Grobowców Atuanu.

### Havnor
Największa wyspa Archipelagu. Rozgrywa się tam akcja m.in. opowiadania Diament i Czarna Róża.

## Bohaterowie
Ged zwany Krogulcem to tytułowy „Czarnoksiężnik z Archipelagu”, jedyna postać pojawiająca się we wszystkich powieściach w cyklu. Protagonistką Grobowców Atuanu, Tehanu i Innego wiatru jest jednak Tenar, a Najdalszego brzegu - Arren.

## Odbiór
Cykl Ziemiomorze został doceniony przez krytyków i zyskał znaczną popularność.
Postać Nemmerle'ego upamiętnia nazwa języka programowania Nemerle, a Kalessina nazwa zespołu metalowego Keep of Kalessin.

## Ekranizacje

### Ziemiomorze
W grudniu 2004 wyemitowany został dwuczęściowy miniserial Ziemiomorze (Legend of Earthsea), wyprodukowany przez Sci Fi Channel, oparty na motywach dwóch pierwszych powieści z cyklu. Fabuła serialu mocno odbiega od książkowego pierwowzoru i została skrytykowana przez Ursulę Le Guin.

### Opowieści z Ziemiomorza
W 2006 roku miała miejsce premiera filmu anime Opowieści z Ziemiomorza (Tales from Earthsea, Gedo senki), będącego adaptacją trzeciego i czwartego tomu powieści Ursuli K. le Guin z cyklu Ziemiomorze. Adaptacją zajął się Gorō Miyazaki, syn Hayao Miyazakiego.